# Dari nyelv
A dari nyelv (perzsául: دری, latin átírással Darī, fonetikus kiejtéssel deri) a perzsa nyelv Afganisztánban beszélt változata. A perzsa nyelv felé nagy a kölcsönös érthetősége, ezért a nyugati források gyakran afgán perzsa nyelv-nek nevezik. A másik elnevezése a keleti perzsa nyelv. A dari egykor a Szászánida Birodalomban a bírói intézmények adminisztrációjában töltött be szerepet. Ma Afganisztán lakosságának 50%-a dari nyelvet használ, sokan nem is anyanyelvként hanem közvetítő nyelvként. A nemzetiségek a pastuk, a hazarák és tádzsikok is jobbára dari nyelven beszélnek.
A perzsa nyelv keleti, Afganisztán határa mentén beszélt dialektusai a darival egyezéseket mutatnak, ezért itt a legnagyobb a kölcsönös érthetőség. A perzsa irodalmi és dari nyelv közötti különbségek jól tetten érhetők a szókincsben és hangtanban. Míg a dari beszélői a perzsa irodalmi normát jól értik, addig a perzsák nehezebben értik a darit, minthogy a modern írott perzsa nyugati és nem keleti dialektusokon alapul. Darinak neveznek egy perzsa regionális nyelvet is, amit zoroasztriánus csoportok beszélnek Északnyugat-Iránban.
Írása a perzsához hasonlóan arab ábécét használ.

## Nevének eredete
A legtöbb tudós úgy véli, hogy a dari a perzsa dar, darbār szavakból ered, amely bíróság-ot jelent. A feltételezést a dari nyelvnek a Szasszanidák idejében betöltött szerepe is alátámasztja.
A dari a közép-perzsa nyelvből alakult ki a modern perzsához hasonlóan. A Szasszanidák előtt még a mai Perzsia területén (amely kiterjedt Afganisztánra is) több iráni nyelv volt használatban, így baktriai, kotán (szaka), szogd, pártus és közép-perzsa. Az új perzsa a legtöbb nyelvet kiszorította.

## Földrajzi elhelyezkedése
A dari nyelv Afganisztán hivatalos nyelve (utána a pastu nyelv), viszont de facto többségi nyelvnek mondható, miután a közvetítő nyelv szerepét is a dari viszi.
A lakosság 50% használja a dari nyelvet, a 27%-os tadzsik kisebbségnek is elsősorban a dari az anyanyelve. A hazarák 9%-ot tesznek ki, míg az ajmak kisebbség 4%-ot. Ők is jobbára dariul beszélnek. A pastu lakosságból elsődlegesen a városokban élő pastuknak a dari az első nyelve.
A dari uralja az északi, nyugati és középső afgán területeken, illetve a városokat: Kabult, Herátot, Mazár-e Sarifot. A pastu területeken is szigetszerűen is sok dari közösség van, de a darik között is sok szigetet alkotó kisebbségi csoportra lelhetünk.
Bár a lakosság között igencsak elterjedt a dari nyelv, amint az látható, hogy a tádzsikok is dari anyanyelvűnek mondják magukat, de ez nem tompította az országot évszázadok óta jellemző etnikai konfliktusokat, amelyek napjainkban is zajlanak.

## Befolyásoló tényezők
A dari egyik megkülönböztető jellegzetessége a perzsától és a tadzsik nyelvtől a külső hatásokban van. A perzsa nyelvet arab hatások érték, a tádzsikban erősek az altáji-török elemek (és az orosz nyelv hatása is). A dari az urdu, pandzsábi és gudzsaráti nyelvekből merítkezett. Ezek valamennyien indoeurópai nyelvek közé tartoznak mint a dari, szemben a másik két perzsa variánst befolyásoló nyelvek gyökeresen más nyelvcsaládok részei. A terület egy időben az indiai Mogul Birodalom részét képezte, ahol a már említett három másik indoeurópai nyelv vezető szerepet játszott.
Az urdu nyelv otthagyta nyomát a dari szókincsben, de még a kiejtésben is, ugyanakkor az urdu nyelv is sokat kölcsönzött a dari és perzsa nyelvtől.

## Különbségek a perzsa és dari nyelv között
Fonetikai tekintetben a dari nyelv közelebb áll az archaikus perzsa nyelvhez (ez nem azonos az ó-perzsa nyelvvel). Másrészről a már említett urdu befolyás is nehezíti a perzsa irodalmi nyelv számára a dari megértését.
A dari irodalmi nyelv a kabuli dialektuson alapszik. A perzsával azonos írott szavaknál a dariban átalakulnak a magánhangzók és a kettőshangzók, mint az e hangok i-vé, vagy az aw diftongusok ow-vá. A megértést nehezíti, hogy bár számos szó hasonló, de mégsem egyező jelentésű. A perzsában a šīr az oroszlán megfelelője, a dari šēr viszont tejet jelent.
A dari megőrizte a klasszikus bilabiális hangot.

### Nyelvjárás kontiniumok
A nyugati dari nyelvjárások már váltanak a keleti perzsa nyelvjárásokba. A herati nyelvjárás teljesen egyezőnek mondható az iráni massadi nyelvjárással.
A dari irodalmi nyelv amely a kabuli nyelvjárásból alakult ki, nagyban homogenizálódott az 1940-es években, ami a rádió elterjedésének volt köszönhető. 2003-ban, mikor a média újból szabaddá vált Afganisztánban, ugyancsak a kabuli alapú irodalmi nyelven folytatta sugárzását.

## Hivatalos státusza
A dari nyelv írott változata bár régóta funkcionált hivatalos nyelvként Afganisztánban, de csak 1964-től nevezik a perzsától megkülönböztetetten darinak az ország hivatalos nyelvét. Azelőtt perzsa nyelvnek minősült ez is, mindamellett az 1964-es döntés meghagyta az afgán perzsa elnevezést.
Politikai és nemzeti okokból a pastu is hivatalos az országban, de végső soron a dari dominánsabb a pastuhoz képest. A pastu nyelvet az oktatási intézményekben is inkább mint második nyelvként oktatják.